# شاه‌میرس
شاه‌مرس یکی از روستاهای استان آذربایجان شرقی است که در دهستان اوجان غربی بخش مرکزی شهرستان بستان‌آباد واقع شده‌است. روستای شاهمرس در دامنه کوه آروانا واقع شده‌است.این روستا ۱۷۶ نفر جمعیت دارد.